# Bay St. Louis
Bay St. Louis é uma cidade localizada no estado americano de Mississippi, no Condado de Hancock.

## Demografia
Segundo o censo americano de 2000, a sua população era de 8209 habitantes.

## Geografia
De acordo com o United States Census Bureau tem uma área de 
43,6 km², dos quais 15,8 km² cobertos por terra e 27,8 km² cobertos por água.

## Localidades na vizinhança
O diagrama seguinte representa as localidades num raio de 20 km ao redor de Bay St. Louis. 